# Sandsvatn

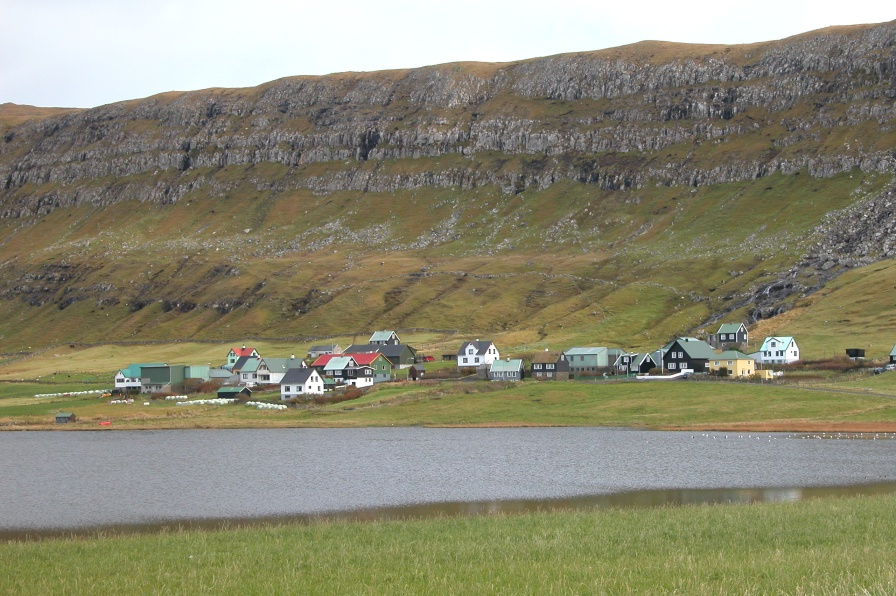
Das Sandsvatn, ein bevorzugtes Angelrevier der Färöer

Das Sandsvatn ist mit 0,8 km² der größte See der Insel Sandoy und gleichzeitig drittgrößter Binnensee der Färöer.
Der nur etwa 5 Meter tiefe See liegt in dem Tal zwischen Skopun und Sandur direkt nördlich des letztgenannten Ortes an der Straße 30. Am Nordende des Sees befindet sich nicht nur das Schulzentrum der Insel, sondern direkt daneben auch ein kleiner Wald (Plantage), der aber im Orkan von 1988 sehr gelitten hat.
Der See ist reich an Forellen, Seeforellen und Lachsen.